# Закордонні візити Прем'єр-міністра Італії Маріо Драґі
Це список міжнародних візитів прем’єр-міністра Маріо Драґі, який обіймав посаду 59-го прем’єр-міністра Італії з 13 лютого 2021 до 22 жовтня 2022 року.

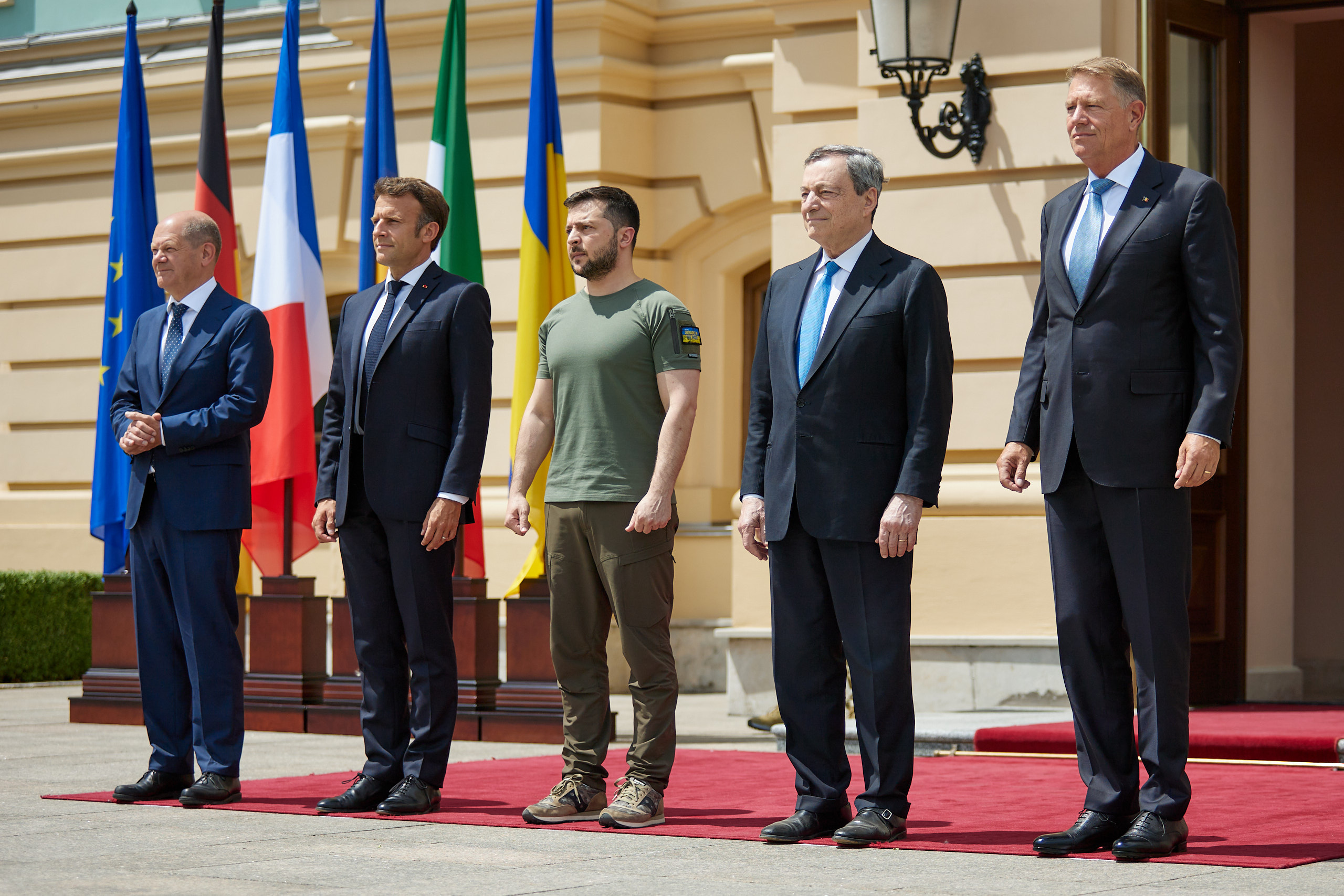
Європейські лідери в Україні, 16 червня 2022 рік

## Поїздки

### 2021 рік
| Країна          | Місце        | Дати                   | Інформація |
| --------------- | ------------ | ---------------------- | --- |
| Лівія           | Триполі      | 06 квітня 2021 року    | Державний візит прем'єр-міністра Драгі до Лівії був його першою поїздкою за межі Італії на посаді глави уряду, а також першою поїздкою за межі Європи. Драгі відвідав Лівію, де зустрівся з прем'єр-міністром Абдулом Хамідом Дбейбехом, прагнучи зміцнити зв'язки з цією арабською країною. Поїздка була описана як спроба зменшити вплив Туреччини та Єгипту на Лівію після наслідків громадянської війни. |
| Португалія      | Порту        | 07–08 травня 2021 року | Драгі поїхав до Порту, щоб взяти участь у Соціальному саміті ЄС разом з іншими главами держав чи урядів Європейського Союзу. Наступного дня він взяв участь у неформальному саміті глав держав чи урядів Європейського Союзу. |
| Франція         | Париж        | 18 травня 2021 р       | Драгі відправився до Парижа, щоб взяти участь у саміті з фінансування африканських економік у Grand Palais Éphémère разом з іншими главами держав або урядів тридцяти африканських країн. |
| Бельгія         | Брюссель     | 24–25 травня 2021 р    | Драгі вирушив до Брюсселя для участі в спеціальному засіданні Європейської ради. |
| Велика Британія | Бухта Карбіс | 11–13 червня 2021 р    | Драгі відправився в Карбіс-Бей для участі в 47-му саміті G7. Він зустрівся з президентом США Джо Байденом, прем'єр-міністром Канади Джастіном Трюдо, прем'єр-міністром Великої Британії Борисом Джонсоном. |
| Бельгія         | Брюссель     | 14 червня 2021 р       | Драгі вирушив до Брюсселя, щоб взяти участь у саміті НАТО у 2021 році. |
| Іспанія         | Барселона    | 18 червня 2021 р       | Драгі поїхав до Барселони, щоб відвідати Cercle d'Economia. Він був нагороджений «Премією за європейське будівництво». Він зустрівся з прем'єр-міністром Іспанії Педро Санчесом. |
| Німеччина       | Берлін       | 21 червня 2021 р       | Під час підготовки до Європейської ради Драгі зустрівся з канцлером Ангелою Меркель, щоб обговорити європейську кризу мігрантів. |
| Франція         | Марсель      | 02 вересня 2021 р      | Драгі вирушив до Марселя, щоб зустрітися з президентом Франції Еммануелем Макроном. |
| Словенія        | Любляна      | 5 жовтня 2021 р        | Драгі був присутній на неформальному засіданні Європейської ради та саміті ЄС-Західні Балкани. |
| Велика Британія | Глазго       | 01–12 листопада 2021 р | На запрошення прем’єр-міністра Бориса Джонсона взяти участь як співорганізатор COP26 Драгі поїхав до Глазго для участі в Конференції ООН зі зміни клімату 2021 року. Він зустрівся з прем'єр-міністром Ізраїлю Нафталі Беннетом. |
| Франція         | Париж        | 12 листопада 2021 р    | Драгі відвідав міжнародну конференцію щодо Лівії. Він зустрівся з президентом Франції Еммануелем Макроном і прем'єр-міністром Уряду національної єдності Лівії Абдулом Хамідом Дбейбехом. |

### 2022 рік
| Країна                 | Місце                     | Дати                   | Інформація |
| ---------------------- | ------------------------- | ---------------------- | --- |
| Франція                | Париж                     | 16 лютого 2022 р       | Драгі відвідав Париж і взяв участь у робочій вечері «Консультації та перспективи зобов’язань для Сахеля». Він зустрівся з президентом Франції Еммануелем Макроном, щоб розглянути військову присутність у Малі. |
| Бельгія                | Брюссель                  | 24 лютого 2022 р       | Драгі вирушив до Брюсселя, щоб взяти участь у спеціальному засіданні Європейської ради щодо російського вторгнення в Україну у 2022 році. |
| Бельгія                | Брюссель                  | 07 березня 2022        | Драгі вирушив до Брюсселя, щоб зустрітися з президентом Європейської комісії Урсулою фон дер Ляєн. Обговорювали російське вторгнення в Україну у 2022 році та санкції щодо Росії. |
| Франція                | Версальський палац        | 10–11 березня 2022 р   | Драгі відправився до Версаля, щоб взяти участь у неформальній зустрічі глав держав і урядів ЄС, щоб обговорити російське вторгнення в Україну в 2022 році та зменшення залежності від Росії. |
| Алжир                  | Алжир                     | 11 квітня 2022 р       | Драгі відвідав Алжир для зустрічі з президентом Алжиру. |
| США                    | Вашингтон, округ Колумбія | 10-11 травня 2022 року | Драгі відвідав Вашингтон для переговорів із президентом США Джо Байденом щодо російського вторгнення в Україну у 2022 році та санкцій проти Росії. Протягом двох днів у Вашингтоні він зробив зупинку на Капітолійському пагорбі для двопартійної зустрічі з керівництвом Конгресу та спікером Палати представників Ненсі Пелосі. Драгі був у Атлантичній раді, щоб отримати нагороду за видатне лідерство, яку вручає міністр фінансів США Джанет Єллен. |
| Ізраїль                | Єрусалим                  | 13-14 червня 2022 року | Драгі зустрівся з президентом Ізраїлю Іцхаком Герцоґом, прем'єр-міністром Ізраїлю Нафталі Беннетом і заступником прем'єр-міністра Яїром Лапідом. Також відвідали Яд Вашем. |
| Палестинська автономія | Рамалла                   | 13-14 червня 2022 року | Драгі зустрівся з прем'єр-міністром Палестини Мохаммадом Штайєхом. |
| Україна                | Київ, Ірпінь              | 16 липня 2022 р        | Драгі зустрівся з президентом Володимиром Зеленським разом із канцлером Німеччини Олафом Шольцем, президентом Франції Еммануелем Макроном і президентом Румунії Клаусом Йоганнісом вперше з початку російського вторгнення в Україну. З міркувань безпеки він їхав потягом із Жешува до Києва. |
| Бельгія                | Брюссель                  | 23–24 липня 2022 р     | Драґі відвідав у Брюсселі зустріч лідерів ЄС і Західних Балкан, Європейську раду та саміт євро. |
| Німеччина              | Замок Ельмау              | 26-28 липня 2022 року  | Драгі взяв участь у 48-му саміті G7. Зустрівся з канцлером Німеччини Олафом Шольцем. |
| Іспанія                | Мадрид                    | 28–30 червня 2022 р    | Драгі вирушив до Мадрида для участі в 32-му саміті НАТО в IFEMA. |
| Туреччина              | Анкара                    | 5 липня 2022 р         | Драгі відвідав Анкару, щоб зустрітися з президентом Туреччини Реджепом Таїпом Ердоганом |

## Дивіться також
- Зовнішні відносини Італії